# أول بورغ
أول بورغ (بالنرويجية البوكمول: Ole Borge)‏ هو محامي نرويجي، ولد في 4 مايو 1916، وتوفي في 24 مايو 1995.